# Chinese driekielschildpad
De Chinese driekielschildpad of Reeves' schildpad (Mauremys reevesii) is een schildpaddensoort uit de familie Geoemydidae. De soort behoorde lange tijd tot het geslacht Chinemys, zodat de oude naam vaak opduikt in de literatuur. De soort werd voor het eerst wetenschappelijk beschreven door John Edward Gray in 1831. Oorspronkelijk werd de wetenschappelijke naam Emys reevesii gebruikt.

## Uiterlijke kenmerken
De schildpad dankt de naam aan het schild, dat in het midden wat hoger is zoals bij alle schildpadden, maar aan beide kanten van het schild zit tussen de schildrand en het midden een extra kiel. De schildlengte is ongeveer 15-20 centimeter met uitschieters tot 35 cm, het schild is duidelijk ovaler dan bij veel andere schildpadden. De kleuren variëren van bruin tot groen en deze soort heeft aan weerszijden van de kop enkele dunne witte lengtestrepen zitten tot in de nek. De huid is meestal olijfgroen tot grijsgroen, maar kleurt bij oudere dieren donkerder tot zwart.

## Levenswijze
Het voedsel bestaat uit insecten en de larven, kleine visjes en andere waterdieren. Ook plantendelen worden wel gegeten, zoals waterplanten en fruit.

## Verspreiding en habitat
De Chinese driekielschildpad komt voor in Azië in delen van China en in Japan, Korea, Oost-Timor en Taiwan. De schildpad brengt de winter door in rust waarbij de schildpad vaak onder de grond of in de modder wegkruipt. Lauwwarme wateren zoals moerassen zijn het leefgebied van deze soort in de zomer.

## Bescherming
Toen rond 1990 de populaire roodwangschildpad op de CITES-lijst werd gezet, werd het verboden om de soort nog in te voeren. Andere soorten zoals de onechte landkaartschildpad, de geelwangschildpad en de Chinese driekielschildpad werden hier de dupe van; met miljoenen tegelijk werden ze geëxporteerd over de hele wereld omdat ze zo makkelijk te houden zijn; ze wennen snel, zijn niet agressief en niet duur in de aanschaf.

## Gevangenschap
Schildpadden zoals de Chinese driekielschildpad kunnen wel heel goed in een paludarium worden gehouden als er maar geen wildvangdieren worden aangeschaft en men er professioneel mee omgaat. Een groot aquarium (200*100cm) met een 20-25 centimeter diep water -en een derde landgedeelte volstaat voor een groep volwassenen bestaande uit 3 vrouwen en 1 man. In het watergedeelte kan met kienhout en kurkstukken schuilmogelijkheden worden aangeboden, een warmtelamp en UVB voorziening zullen gelegenheid geven de dieren een zonnebad te laten nemen iets wat ze erg op prijs stellen en meedraagt aan de D3 synthese voor de aanmaak van sterke botten (schild). Deze dieren bereiken gemiddeld een leeftijd van 25 jaar, met uitzonderingen tot boven de dertig. Voor deze soort bestaat een stamboek.